# Claude-Vincent Polony
Pour les articles homonymes, voir Polony.
 (mars 2020).
 (mars 2020).
Si vous disposez d'ouvrages ou d'articles de référence ou si vous connaissez des sites web de qualité traitant du thème abordé ici, merci de compléter l'article en donnant les références utiles à sa vérifiabilité et en les liant à la section « Notes et références ».
Claude-Vincent Polony, né le 22 avril 1756 à Rochefort et mort le 29 avril 1828 à Saint-Pierre-d'Oléron est un capitaine de vaisseau et marchand d'esclaves français.

## Biographie
Claude-Vincent Polony naît le 22 avril 1756 à Rochefort. Il est le fils de Jean-Baptiste Polony, maître de musique, et de son épouse, Élisabeth Crampet.
Très tôt orphelin, il embarque à dix ans pour Saint-Domingue. La navigation est perturbée au retour et il échappe de peu à un naufrage, au point qu'on envisage un ex-voto. Il accède successivement à tous les états de la marine à voile grâce à son travail, son sérieux, sa volonté et la rencontre de capitaines qui apprécient ses talents de manœuvrier : timonier, lieutenant de vaisseau et capitaine de frégate. Cette ascension sociale s'accomplit dans un pays en pleine mutation politique : il connaît tous les régimes, de l'Ancien Régime à la Restauration en passant par la Révolution et l'Empire. Il a laissé des souvenirs qui constituent un témoignage précieux sur la navigation à cette époque et sur la traite négrière à laquelle il contribua.

### Débuts de la traite
À la recherche d'embarquement, pour gravir des échelons et gagner de l'argent, il se dirige vers la marine de commerce. Ainsi, il va côtoyer les rivages de l'Afrique, du Sénégal à la côte d'Angole des années 1784 à 1791. La rencontre avec les chefs locaux, les courtiers et les membres des familles est émaillée de moments typiques lors de sa première campagne de traite sur Les trois Frères dans le fond du golfe de Guinée où la collecte de marchandises est ardue.

#### Difficultés et organisation
« Nous trouvâmes en cette rade quatre bâtiments, dont un prêt à partir, et les autres ayant déjà bon nombre de nègres à bord ; ceux en expédition payaient 14 marchandises, nous commençâmes à 10 ; les grands du pays et autres courtiers vinrent en foule, à l’ordinaire, demander leurs coutumes, et des avances sur les courtages ; on les contenta, car sans cela on ne traiterait jamais, et ils virent avant de sortir du bord les présents destinés, chacun, à celui d’entre eux qui fournirait le nombre convenable de captifs ; tous en promirent beaucoup ; en attendant on travailla à l’établissement du comptoir, d’un grand jardin ; plusieurs serviteurs furent donnés, tant pour le service à terre que celui du bord, et qui prirent aussitôt la qualification analogue à leurs fonctions, ainsi qu’il suit : capitaine Quibanque, garçon de comptoir ; capitaine Cuisine, garçon de cuisine ; capitaine Lave-assiette ; capitaine Poisson ; capitaine Poule ; capitaine Vache ; capitaine Cochon »[réf. nécessaire].

#### La Quimanbouc
Mais Polony entretient des relations avec une esclave nommée la quartière dite la Quimanbouc. Selon lui, elle en imposait aux autres femmes car elle avait dû connaître une existence choisie. Laissons la parler : « Fille du premier chef d’un beau pays près de la mer, dans laquelle toute l’année nous voyions lever le soleil, j’approchais de seize ans lorsqu’une nation assez éloignée, sans autre raison que son désir d’occuper nos terres fécondes, vint nous attaquer.... toute ma famille chercha aussi à se sauver, et nous y eussions peut-être réussi sans des traîtres qui, sous prétexte de quelques services, nous livrèrent à cette nation étrangère.... Je répondis que par l’autorité des hommes sur nous, je lui serais donnée sans doute, mais qu’il ne pourrait qu’être maître de ma personne, puisque mon cœur, encore navré de la perte de mes parents et du rang que j’avais avec eux, était incapable d’aucun autre sentiment dans la servitude... Cet homme, m’ayant ainsi remis au rang dans lequel j’étais née, fut mon Dieu tutélaire, mon sauveur, le seul que je pus et voulus voir, et mes yeux n’étaient pas assez grands pour cela ; j’en eus de suite plusieurs enfants, qui m’attachaient plus à lui encore, s’il était possible ».

### Autres campagnes
Sur La Reine Podor de 1786 à 1788 il connut une révolte d'esclaves : « Jugeant donc qu’il fallait absolument en sacrifier quelques-uns pour soumettre les autres, on fit feu de pistolets, fusils et même de perriers chargés seulement à petit plomb, ce qui en tua trois ; cinq en furent si effrayés qu’ils se précipitèrent à l’eau où on les laissa se noyer, et tous les autres rentrèrent d’eux-mêmes dans l’entrepont ».
En 1791, de Banny où il fait une bonne traite il terminera à Saint-Domingue où il est confronté à la révolte naissante : « une partie [des révoltés] s’empara donc du Sieur Gravat, qui était tombé à terre de faiblesse et de peur, et ils sortirent du fort ; comme ils passaient la barrière, un nègre de derrière levant son fusil ajusta M. Gravat ; le coup manqua, un autre voulut y suppléer par un pistolet qui rata aussi ; ses protecteurs, car il en avait dans les mulâtres surtout, menacèrent les nègres, et pendant qu’ils s’en allaient, ceux restant se querellèrent, firent avec leurs armes plusieurs gestes menaçants, prirent des tisons allumés ».
Claude-Vincent Polony meurt le 29 avril 1828 à Saint-Pierre-d'Oléron.

## Distinctions
- Chevalier de la Légion d'honneur (5 février 1804)[5]
- Officier de la Légion d'honneur (14 juin 1804)[5]